# 五分山西峰

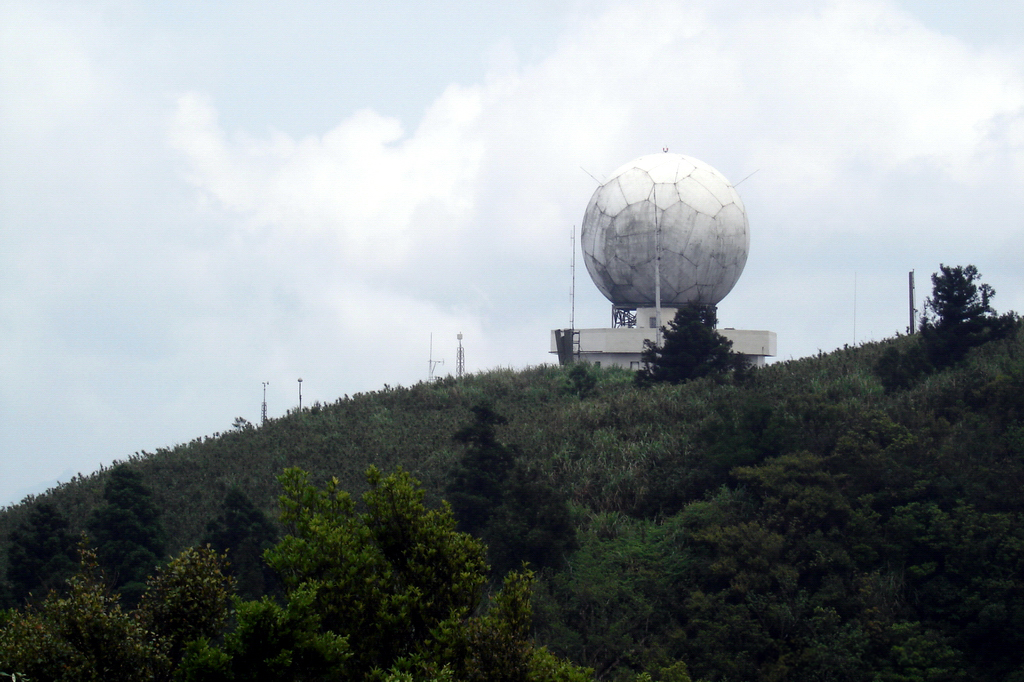
台灣交通部中央氣象局設於五分山頂的氣象雷達站

五分山西峰(H740m)位於新北市、基隆市交界上屬於基隆市暖暖區地界，在五分山西偏南約500公尺處、海拔740公尺。為基隆市實質上的第一高峰。 而基隆市名義上的第一高峰為海拔729公尺的姜子寮山。
近年來前台北縣政府已將五分山一帶的登山路徑結合起來，規劃成「五分山登山步道」。